# Paracoccidioidomicosi
La paracoccidioidomicosi, detta anche blastomicosi sudamericana o malattia di Lutz-Splendore-Almeida, è una malattia infettiva fungina sistemica, causata da Paracoccidioides brasiliensis, che si manifesta principalmente come una polmonite ma può interessare anche altri organi e tessuti.

## Storia
- Nel 1908, Adolpho Lutz descrisse per primo la malattia e il suo agente eziologico.
- Nel 1912, Alfonso Splendore chiamò il fungo "Zimonema brasiliense" e ne approfondì la morfologia e la biologia.
- Nel 1930, Floriano Paulo deAlmeida rinominò il fungo "Blastomyces brasiliensis".
- Dal 1971 il fungo è chiamato "Paracoccidioides brasiliensis".

## Eziologia
Paracoccidioides brasiliensis (detto anche "paracocco") è un fungo dimorfo che si trova nell'ambiente come saprofita, su piante e nel suolo. A temperature tra 19 e 28 °C si sviluppa in forma miceliale pluricellulare (muffa) e produce colonie a lenta crescita, con sottili ife settate dotate di clamidospore, che sono le forme infettanti del fungo. Alla temperatura di 37 °C, in coltura come nei tessuti e negli essudati, cresce in forma di lievito (unicellulare), con cellule rotonde od ovali dalle quali si generano, per multipla gemmazione, i blastoconidi (cellule figlie), del diametro di 4-6 micron, a formare delle strutture che ricordano, per forma, una ruota dentata (reperto patognomonico, esclusivo della specie).

## Epidemiologia
La paracoccidioidomicosi è limitata all'America Latina, dal Messico (23°N) all'Argentina (34°S), tranne che nel Cile, nelle Guyane e nelle Antille: la maggior parte dei casi si registrano in Brasile (80%) e in misura minore in Colombia e Venezuela, soprattutto in zone rurali tropicali e sub-tropicali dal clima non troppo caldo e molto umido, costante durante l'anno. I casi che si registrano al di fuori dell'America Latina interessano comunque individui che provengono dalle zone endemiche, anche fino a 30 anni dalla loro residenza. Circa 10 milioni di persone nelle zone endemiche sono infettate dal fungo; in alcune zone ad alta endemia l'intradermoreazione contro gli antigeni del fungo (paracoccidioidina) è positiva nel 25% degli abitanti. La malattia colpisce molto più spesso i maschi delle femmine, in un rapporto di 15:1, non solo perché i primi più sarebbero più esposti all'infezione, ma soprattutto perché gli estrogeni svolgono un'azione protettrice, inibitrice sulla trasformazione del fungo in lievito, nell'organismo femminile infettato (nei casi di malattia giovanile, in individui prepuberi, non si nota la stessa sproporzione tra maschi e femmine). La forma acuta o sub-acuta è più rara e colpisce bimbi e giovani. La forma cronica è più comune e colpisce gli adulti sopra i 30 anni. L'infezione colpisce soprattutto i lavoratori in ambiente rurale, agricoltori (in particolare nelle piantagioni di caffè e di tabacco) e muratori. È stato dimostrato che in natura, oltre all'uomo, il fungo può infettare solo l'armadillo (Dasypus novemcinctus) e il cane.

## Modalità di trasmissione
L'infezione viene acquisita attraverso l'inalazione delle forme infettanti del fungo, le clamidospore.
Non si ha contagio interumano, perché nell'organismo il fungo si trova in forma di lievito, non infettante. Raramente ci si può infettare attraverso la contaminazione di ferite cutanee o di lesioni delle mucose.

## Patogenesi
L'infezione primaria negli individui immunocompetenti è per lo più inapparente. Il sito primario di infezione è la mucosa orale o il polmone. Una ipotesi circa l'entrata del fungo nell'organismo è che questa avvenga anche attraverso la membrana periodontale. Dopo l'inalazione delle clamidospore, che sono le forme infettanti del fungo, queste possono rimanere silenti per molto tempo e riattivarsi poi, in condizioni particolarmente favorevoli (stati di immunodepressione, malattie debilitanti, malnutrizione, alcolismo), trasformandosi in lieviti. Il tipo e l'entità della risposta immunitaria determinano la presentazione clinica della malattia. Nelle forme giovanili e adulte multifocali si hanno una scarsa risposta immunitaria cellulo-mediata (dimostrata da risposta scarsa o nulla al test di intradermoreazione) e un alto titolo anticorpale (evidentemente non protettivo), mentre le forme adulte monofocali (meno gravi) hanno una vivace risposta al test di intradermoreazione e bassi titoli anticorpali.
Il reperto istologico delle forme acute mostra spesso cellule di paracocco che si moltiplicano in grande quantità, senza nessuna reazione granulomatosa. che invece è sempre presente attorno alle cellule fungine nelle forme croniche.

## Clinica
L'infezione paracoccidioidica può decorrere in modo del tutto silente o può manifestarsi come malattia.
Solo il 2% degli individui infetti sviluppano una malattia clinicamente evidente. Il periodo di incubazione può variare da 1 a mese fino ad anni, ma solitamente ha lungo periodo di latenza.

### Forma regressiva
È la forma benigna della malattia che guarisce spontaneamente, che si presenta come una sindrome polmonare. Può manifestarsi con un complesso primario (addensamento polmonare con linfoadenopatia satellite), come nel caso della tubercolosi.

### Forma progressiva
È la forma che evolve verso quadri clinici più impegnativi. In tutti i casi si hanno segni sistemici di malattia quali astenia, malessere, calo ponderale e febbre.
- La forma acuta o sub-acuta ("tipo giovanile") è più rara (3-5% dei casi), più grave con prognosi peggiore. Interessa bimbi o giovani adulti con compromissione dell'immunità cellulo-mediata. Ha un'incubazione breve, un decorso relativamente più rapido (settimane) e differenti manifestazioni, coinvolgendo principalmente il sistema monocito-macrofagico.

a) La principale è una linfoadenite che interessa prevalentemente le stazioni superficiali, cervicali, ma anche ascellari. Può anche colpire le stazioni profonde, mediastiniche e mesenteriche e dare epato- e splenomegalia. Si possono formare tragitti fistolosi linfo-cutanei.
b) Si può avere il coinvolgimento delle mucose del tubo digerente: le lesioni sono ulcerate, infiltrate e dolenti, e interessano prevalentemente le mucose orali, ma possono colpire virtualmente tutto l'apparato gastro-enterico (fino alla mucosa anale) e anche le mucose delle alte vie respiratorie. Le lesioni possono dare disfagia, disfonia e anche la caduta dei denti. Quando le lesioni guariscono, rimangono cicatrici anche molto deturpanti.
c) Più raro ma molto grave è il coinvolgimento osseo.
La forma acuta della paracoccidioidomicosi all'inizio è spesso misconosciuta e scambiata per una malattia linfo-proliferativa o, nei casi gravi, per una sepsi.
- La forma cronica ("tipo adulto") è la più comune e rappresenta più verosimilmente la riattivazione di una pregressa infezione, favorita da condizione di immunodepressione (neoplasie ematologiche, pazienti in terapia immunosoppressiva, trapiantati, donne gravide). Si caratterizza per un andamento molto lento e subdolo, impiegando mesi e anche anni per manifestarsi chiaramente. Il coinvolgimento è prevalentemente polmonare (forma monofocale), con possibilità di localizzazioni secondarie muco-cutanee, linfonodali e anche neurologiche (forme multifocali).

L'infezione può disseminarsi e colpire tutti gli organi e i tessuti, ma predilige le ghiandole surrenali (15% dei casi).
La forma polmonare si presenta con una tosse secca o produttiva e anche con emottisi. È una polmonite interstiziale che può essere molto destruente e, quando guarisce, può lasciare importanti reliquati (fibrosi polmonare, enfisema polmonare, distrofia bollosa, ipertensione polmonare), con danno polmonare cronico di tipo ostruttivo. Le lesioni cutanee, ulcerate e crostose, edematose con infiammazione dei tessuti sottocutanei, interessano il volto e gli arti. Spesso si ha il contemporaneo coinvolgimento di polmone, cute e mucose (stomatite emorragica "moriforme" di Aguiar-Pupo).
La forma cronica della paracoccidioidomicosi all'inizio è spesso scambiata per una tubercolosi, che spesso è compresente (10% dei casi).

### Co-infezione con HIV
La co-infezione con HIV influenza in modo sostanziale la storia naturale della paracoccidioidomicosi ed
è responsabile di quadri atipici di malattia. L'infezione può avere una riattivazione endogena, come nelle forme croniche, ma la malattia si manifesta come una forma acuta. Possono aversi contemporaneamente lesioni polmonari e muco-cutanee importanti (come nelle forme croniche) e interessamento linfonodale (come nelle forme acute). Nella maggior parte di questi casi l'immunità cellulo-mediata è pesantemente compromessa (<200 linfociti CD4+ /microL) e la reazione granulomatosa è molto scarsa, con grande abbondanza di cellule fungine, che si moltiplicano in modo non più controllati a partenza da focolai già presenti, ma quiescenti. Molti autori discutono sull'opportunità di mantenere i pazienti affetti da malattia avanzata da HIV in profilassi anti-paracocco con antifungini azolici.

## Diagnosi
La diagnosi è spesso tardiva, sia per l'aspecificità del quadro clinico (simile a molte altre malattie), sia per la frequente difficoltà dei pazienti in zone rurali ad accedere a strutture mediche adeguate, quindi spesso i pazienti giungono all'osservazione defedati e malnutriti.

### Esami microbiologici
La diagnosi si basa sul riscontro diretto delle cellule di paracocco su campioni biologici (escreato o pus) o su pezzi bioptici. Il fungo può essere isolato in coltura su terreno appropriato: la crescita del fungo in forma di lievito dai campioni biologici è una dimostrazione dell'attività della malattia. I terreni di coltura vanno conservati per almeno 6 settimane.

### Esami sierologici
Sono utili per la diagnosi e per gli studi epidemiologici. Test di immunodiffusione su agar-gel possono rilevare la presenza di immunoglobuline (Ig) G e IgM: queste possono persistere per anni anche dopo terapia efficace, pertanto i test sierologici non consentono di verificare l'attività della malattia, tuttavia la diminuzione del titolo anticorpale è un segno di risposta alla terapia. Si può avere una reazione crociata con gli antigeni di Histoplasma capsulatum. Sono disponibili test di immunofluorescenza, controimmunoelettroforesi (CIE), e enzyme-linked immunoassay (ELISA).

### Intradermoreazione
Si impiega la paracoccidioidina. È un test poco utile per la diagnosi, perché nella maggior parte delle forme attive (le più gravi) risulta negativo. È utile per gli studi epidemiologici.

### Diagnostica per immagini
I quadri radiologici polmonari sono spesso molto più eclatanti dei reperti clinici.
Il radiogramma tradizionale del torace, nei casi di malattia cronica attiva, mostra addensamenti polmonari nodulari isolati o confluenti, spesso bilaterali e simmetrici, che di solito coinvolgono i campi polmonari medi e basali, tendendo a risparmiare gli apici polmonari. Spesso gli addensamenti si escavano. Raramente si ha l'allargamento dell'immagine mediastinica per linfoadenomegalia degli ili polmonari. Nei casi ad andamento cronico si ha sempre fibrosi polmonare con grossolano ispessimento dell'interstizio polmonare, comparsa di zone di enfisema polmonare e distrofia bollosa. La distruzione del parenchima polmonare può evolvere in ipertensione polmonare e cuore polmonare con ipertrofia del ventricolo destro.
Nai casi di malattia acuta, i reperti polmonari sono scarsi o nulli; più comune è l'allargamento del mediastino per linfoadenomegalia ilare polmonare.

## Prognosi
La mortalità è alta, tra il 16 e il 25%, soprattutto nelle forme acute giovanili. In caso di guarigione, dopo adeguata terapia, gli esiti della malattia possono essere molto invalidanti, con fibrosi cicatriziale, enfisema polmonare, ipertensione polmonare, scompenso cardiaco destro, stenosi tracheale, sindrome da malassorbimento, insufficienza surrenalica (sindrome di Addison).

## Terapia
- In prima istanza si impiegano i sulfamidici (sulfametossipiridazina, sulfadimetossina) a lungo termine (3-5 anni), per evitare le ricadute, che sono molto frequenti (20-25% dei casi). La terapia prevede una dose iniziale di carico di 4 g per os, in unica somministrazione, seguita da una dose di mantenimento di 4 g/d per divisa in 3-6 somministrazioni.
- Più efficaci contro sono gli antifungini azolici (itraconazolo, ketoconazolo), i quali hanno anche più bassi tassi di recidiva (<10%). Richiedono un periodo di trattamento più breve, hanno pochi effetti collaterali e sono disponibili per terapie orali, pertanto consentono un trattamento in regime ambulatoriale. Il problema principale è l'alto costo economico del trattamento. L'itraconazolo è il più efficace, alle dosi di 100 mg/die per os per 6 mesi.
- L'amfotericina B è riservata ai casi più gravi, refrattari alla terapia con gli altri farmaci. È disponibile solo in terapia endovenosa e ha importanti effetti collaterali, pertanto si può somministrare solo in ambiente ospedaliero. Non può essere somministrata per lunghi periodi, pertanto richiede comunque una terapia di mantenimento con altri farmaci. La formulazione tradizionale si somministra alle dosi di 0.5-0.7 mg/kg/die con infusione endovenosa continua durante 4 ore (l'infusione più rapida può dare reazioni avverse). In alternativa è disponibile la formulazione liposomiale, alle dosi di 3–5 mg/kg/die infusione endovenosa continua durante 2 ore. La terapia prevede la somministrazione cumulativa totale di 1200–3000 mg (della formulazione convenzionale).